# DOES (アルバム)
「DOES」（ドーズ）は、2014年8月6日にキューンミュージックから発売されたDOESのアルバム。

## 概要
初のセルフ・タイトル作。初回限定盤にはDVDが付属し、結成10周年を記念して東京・東京キネマ倶楽部で行われたライブの模様を収録。

## 収録曲
- 全曲 - 作詞・作曲：氏原ワタル / 編曲：DOES

CD
1. カリカチュアの夜
2. 紅蓮
3. 春
4. 殺伐とラブニア
5. リリス
6. 問題
7. レーザー・ライト
8. ブラック・チェリー
9. アイスクリーム
10. 君とどこかへ
11. わすれもの
12. 終わりのない歌

DVD
1. サイダー・ホテル
2. あしたの国
3. ライカの夢
4. 世界の果て
5. 秘密の風景
6. 星を集めて
7. 色恋歌
8. バクチ・ダンサー
9. S.O.S.O